# Europejska Stolica Kultury Wrocław 2016
Europejska Stolica Kultury Wrocław 2016   cykl imprez, happeningów i wydarzeń kulturalnych we Wrocławiu w ramach przyznanego na rok 2016 tytułu Europejskiej Stolicy Kultury. 21 czerwca 2011 roku tytuł ten na rok 2016 został przyznany miastom: Wrocław w Polsce i San Sebastian w Hiszpanii. 

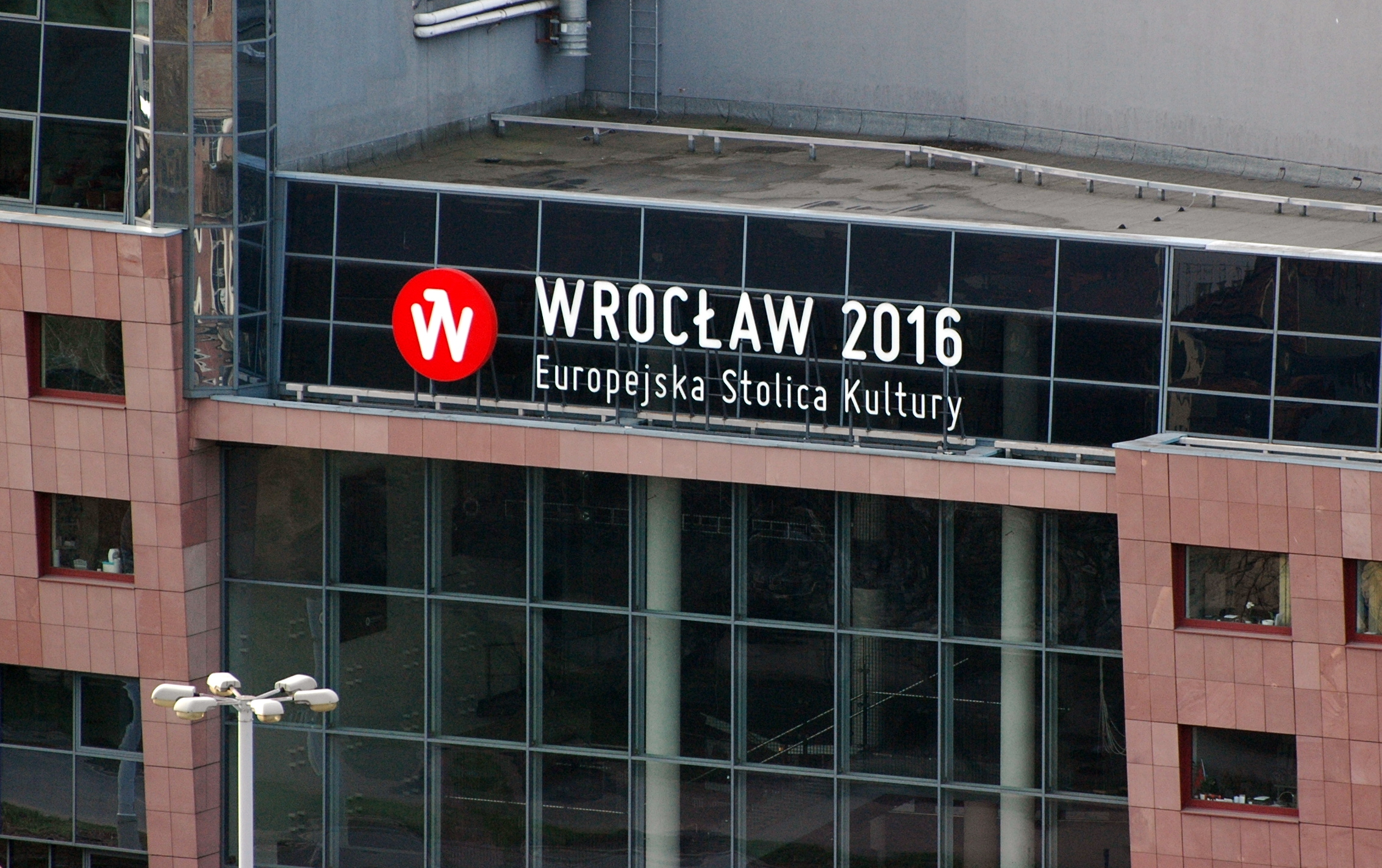
Europejska Stolica Kultury Wrocław 2016

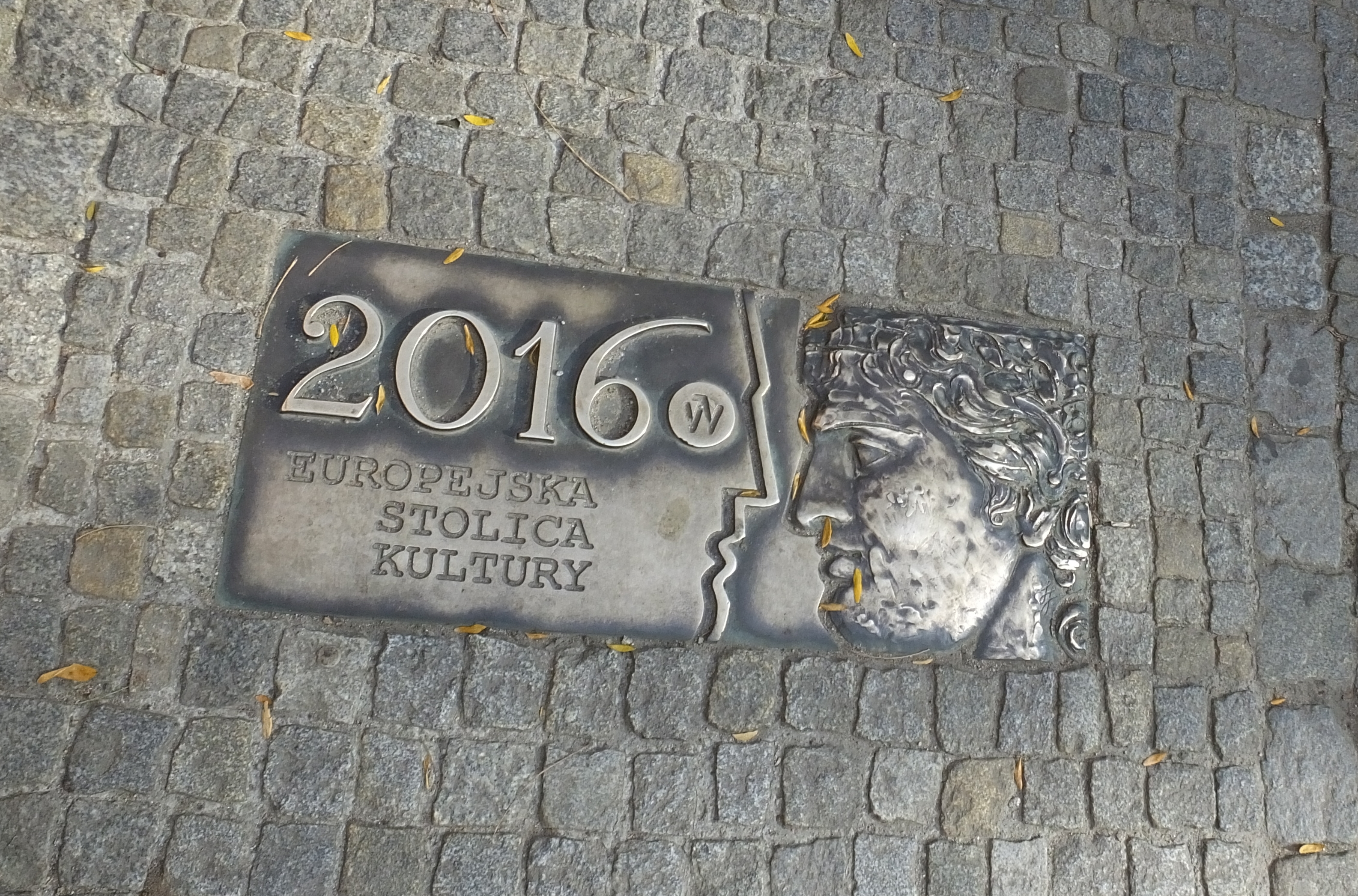
Tablica wrocławskiej Ścieżki Historii upamiętniająca ESK

W lipcu 2012 roku powstała oficjalna instytucja odpowiedzialna za przygotowanie Wrocławia do obchodów ESK 2016, która jest połączeniem Centrum Sztuki Impart oraz biura Wrocław 2016. Na czele Biura Festiwalowego Wrocław 2016 stanął Krzysztof Maj, a dyrektorem artystycznym został Krzysztof Czyżewski, który w kwietniu 2013 roku złożył wypowiedzenie z tego stanowiska. Od tego momentu główną rolę nad stworzeniem programu artystyczno-kulturalnego ESK 2016 przejęli kuratorzy, pod przewodnictwem Jarosława Freta. Opiniowanie i doradztwo w sprawach merytorycznych i personalnych dotyczących organizacji programu obchodów Europejskiej Stolicy Kultury Wrocław 2016 należy do Rady Programowej ESK 2016 w składzie: Krzysztof Zanussi (przewodniczący), Jarosław Szoda, Jarosław Broda, Grzegorz Roman, Aleksander Gleichgewicht, Igor Wójcik, Dorota Jarodzka-Śródka, Agnieszka Wolny-Hamkało. Głównym autorem zwycięskiej aplikacji ESK Wrocław jest prof. hab. Adam Chmielewski, filozof nauki i polityki, profesor na Uniwersytecie Wrocławskim.

## Kuratorzy ESK Wrocław 2016
Do przygotowania programu artystycznego miasto Wrocław zaprosiło 8. kuratorów. Każdy z nich jest ekspertem w jednej z ośmiu dziedzin sztuki i każdy z nich odpowiedzialny jest za stworzenie programu z danej dziedziny na rok 2016, jak i również na lata poprzedzające kadencję Wrocławia jako Europejskiej Stolicy Kultury. Kuratorzy i ich dziedziny to:
- Architektura – Zbigniew Maćków – członek Izby Architektów Rzeczypospolitej Polskiej, przewodniczący Dolnośląskiej Izby Architektów. Do jego ważniejszych projektów należą m.in.: Wydział Prawa Uniwersytetu Wrocławskiego, Ratusz w Siechnicach, przebudowa domu handlowego Renoma we Wrocławiu. Laureat nagrody „Życie w Architekturze” 2012, Złoty Medal Biennale Leonardo 2009, budynek roku SARP 2010, Dwukrotnie Grand Prix DoFA i wiele innych[3].
- Literatura – Irek Grin – pisarz, fotograf, wydawca, menedżer kultury, autor powieści, tekstów krytycznych, eseistycznych i publicystycznych. Jeden z założycieli Stowarzyszenia Miłośników Kryminału i Powieści Sensacyjnej „Trup w szafie”. Wydawca w wydawnictwie EMG. Twórca i szef m.in. Bruno Schulz Festiwal i Międzynarodowego Festiwalu Kryminału Wrocław[4].
- Film – Roman Gutek – współzałożyciel firmy Gutek Film, twórca Warszawskiego Festiwalu Filmowego, główny organizator Międzynarodowego Festiwalu T-Mobile Nowe Horyzonty. Od 2012 roku prowadzi pierwszy w Polsce multipleks prezentujący kino artystyczne, autorskie i eksperymentalne, organizujący warsztaty, debraty i przeglądy filmowe. Kawaler orderu Sztuki i Literatury, przyznanego  w 2004 przez Ministra Kultury Francji oraz Krzyża Rycerskiego Orderu Republiki Węgierskiej[5].
- Muzyka – Agnieszka Franków-Żelazny – kierownik Chóru Filharmonii Wrocławskiej założyciel Kameralnego Chóru Akademii Muzycznej, z którym do dziś odnosi liczne sukcesy na konkursach w kraju i za granicą, dyrektor artystyczny Polskiego Narodowego Chóru Młodzieżowego. Obecnie pracuje na stanowisku adiunkta ze stopniem doktora habilitowanego na Wydziale Edukacji Muzycznej, Chóralistyki i Muzyki Kościelnej Akademii Muzycznej im. Karola Lipińskiego we Wrocławiu[6].
- Performance – Chris Baldwin – reżyser, pedagog, pisarz. Znany z produkcji dużych plenerowych produkcji teatralnych, wydarzeń kulturalnych oraz organizacji festiwali, w tym również dwóch dużych przedstawień, realizowanych w ramach Igrzysk Olimpijskich w Londynie. Od 2005 roku jest wykładowcą Rose Bruford College oraz Central School of Speech and Drama w Londynie[7].
- Opera – Ewa Michnik – dyrektor naczelny i artystyczny Opery Wrocławskiej oraz pracownik naukowy Akademii Muzycznej w Krakowie. W dorobku artystycznym ma ponad 100 premier operowych, koncerty symfoniczne, prawykonania, filmy telewizyjne, nagrania płytowe i radiowe. Laureat Złotego Orfeusza, Śląskiej Nagrody Kulturalnej, Orderu Świętego Sylwestra, Krzyża Komandorskiego Orderu Odrodzenia Polski i wielu innych[8].
- Sztuki Wizualne – Michał Bieniek – artysta i kurator, prezes Fundacji Sztuki Współczesnej ART TRANSPARENT, twórca i kurator generalny (wraz z Anną Kołodziejczyk) Przeglądu Sztuki SURVIVAL, kurator międzynarodowego festiwalu „Sztuka po przejściach”, cyklu interwencji w przestrzeni publicznej Wrocławia „Pomiędzy wyspami”, a także pomysłodawca i opiekun wrocławskiej galerii sztuki współczesnej Mieszkanie Gepperta[9].
- Teatr – Jarosław Fret – założyciel i lider Teatru ZAR, reżyser, aktor, dyrektor Instytutu im. Jerzego Grotowskiego. Uhonorowany licznymi nagrodami m.in.: Wrocławską Nagrodą Teatralną, Total Theatre Award w kategorii Physical/Visual Theatre oraz Herald Angel Festiwalu Fringe w Edynburgu[10].

## Projekty ESK Wrocław 2016
Od roku 2010 Wrocław realizuje program rozwoju i promocji kultury pod szyldem Europejskiej Stolicy Kultury. Pośród licznych projektów, znalazły się takie inicjatywy jak:

### WuWA 2
WuWA 2 to modelowe osiedle Nowe Żerniki, które powstanie w okolicy Stadionu Miejskiego. Osiedle zainspirowane jest projektem WuWA (Wohnung und Werkraumaustellung) z 1929 roku, która jako ekspozycja „składająca się z wielkiej wystawy oraz wzorcowego osiedla wzniesionego w rejonie ul. Zielonego Dębu, okazała się jednym z najciekawszych eksperymentów architektonicznych ubiegłego stulecia”. W założeniu osiedle WuWA 2 ma spełniać wszystkie wymogi i potrzeby współczesnego mieszkańca miasta, jak i również sprzyjać tworzeniu się więzi społecznych. Cała przestrzeń osiedla, w skład której wchodzą również obiekty handlowe, usługowe, szkoła, kościół, dom seniora itp. ma odpowiadać najwyższym standardom budownictwa ekologicznego.

### Kino Nowe Horyzonty
Największy w Polsce multipleks prezentujący kino artystyczne, w programie którego oprócz projekcji filmów znajdują się także liczne warsztaty, debaty, przeglądy, festiwale oraz inicjatywy dla dzieci i młodzieży. Kino Nowe Horyzonty jest również organizatorem festiwalu T-Mobile Nowe Horyzonty, jednego z najbardziej rozpoznawalnych festiwalów kina artystycznego w Polsce. Gospodarzem kina i pomysłodawcą festiwalu jest Roman Gutek.

### Noc Literatury
Projekt prezentujący twórczość współczesnych pisarzy europejskich, szerokiej grupie odbiorców. We Wrocławiu, do tej pory odbyły się dwie edycje imprezy: 21.09.2013 i 28.06.2014, jednak w Europie Noc Literatury znana jest od lat i odbywa się w takich miastach jak Brno, Bukareszt, Dublin, Lizbona, Praga i Wilno. Podczas imprezy znane osoby uczestniczą w publicznych czytaniach fragmentów książek, w nietypowych lokalizacjach. We wrocławskich edycjach wzięli udział m.in. Jan Miodek, Andrzej Chyra, Jacek Poniedziałek, Krystyna Czubówna, Jan Peszek, Olga Tokarczuk i wiele innych.

### Domek Miedziorytnika
Kamienica przy rynku we Wrocławiu, którą aż do śmierci dzierżawił jeden z najbardziej rozpoznawalnych wrocławskich artystów – Eugeniusz Get-Stankiewicz. Po remoncie Domek Miedziorytnika stał się nie tylko miejscem upamiętniającym Geta i przedstawiającym jego prace szerokiej publiczności, ale przede wszystkim miejscem spotkań artystów. Z Domku Miedziorytnika korzystać mogą np. studenci wrocławskiej ASP oraz osoby chętne do udziału w różnego rodzaju warsztatach.

### Europejska Nagroda Filmowa
W roku 2016 Wrocław będzie organizował ceremonię przyznania Europejskich Nagród Filmowych, które uznawane są za najbardziej prestiżowe nagrody przyznawane europejskim filmom. Nagrody te przyznawane są od 1988 roku, przez członków Europejskiej Akademii Filmowej. Ceremonia ENF odbywa się co roku, w lata nieparzyste miastem organizującym jest zawsze Berlin, natomiast w latach parzystych organizator zmienia się systematycznie.

### World Music Days
World Music Days jest aktualnie jednym z najbardziej prestiżowych festiwali muzycznych na świecie, którego organizatorem jest Międzynarodowe Towarzystwo Muzyki Współczesnej (International Society of Contemporary Music). ISCM to organizacja zrzeszająca członków z ponad pięćdziesięciu krajów, których wspólnych celem jest promocja muzyki współczesnej. Oprócz koncertów, World Music Days to również debaty, konferencje i spotkania, podczas których omawiane są najważniejsze tematy związane z muzyką.

### mikroGRANTY
Mikrogranty to projekt zakładający finansowe inicjatyw lokalnych, które mają na celu wzbogacenie kulturalnego życia miasta i zaangażowanie mieszkańców Wrocławia. „To sposób, by wyjść naprzeciw tym małym inicjatywom, by wspomóc artystów, animatorów i mieszkańców w ich kulturalnej działalności”.

### Światowa Stolica Książki
Podczas kandydatury jako Europejska Stolica Kultury Wrocław będzie również pełnił rolę Światowej Stolicy Książki 2016. Tytuł ten, przyznawany przez UNESCO, co roku trafia do jednego miasta, które zaprezentuje najciekawszy program promocji książek i czytelnictwa.

### Olimpiada Teatralna
Olimpiada Teatralna (OT) założona w 1993 roku w Delfach (Grecja), z inicjatywy wybitnego greckiego reżysera Theodoros Terzopoulosa, jest międzynarodowym festiwalem teatralnym, który prezentuje osiągnięcia najwybitniejszych twórców teatralnych z całego świata. Jest to także platforma wymiany artystów, miejsce spotkań uczniów i mistrzów zachęcające do otwartego dialogu mimo różnic ideologicznych, językowych i kulturowych. OT ma na celu wzmocnienie i przywrócenie znaczenia współczesnego teatru na świecie.